# Агустиния
Агустиния (лат. Agustinia, буквально — животное Агустина) — род завроподных динозавров из клады Somphospondyli, живших во времена раннемеловой эпохи (116—100 млн лет назад) на территории нынешней Южной Америки.

## История изучения
Окаменелости были найдены в провинции Неукен (формация Lohan Cura) в Аргентине. Впервые описан палеонтологом Бонапарте в 1999 году. Единственный вид — Agustinia ligabuei, назван в честь первооткрывателя животного — Агустина Мартинели. Название впервые появилось в статье-аннотации аргентинского палеонтолога Хосе Бонапарта в 1998 году. Первоначально животному было дано название «Augustia», однако его пришлось сменить, так как оно было уже занято родом жуков (похожая ситуация произошла с тероподом Megapnosaurus и зауроподом Protognathosaurus). Переименование и полноценное описание вышло в 1999 году. Видовое название дано в честь филантропа Джанкарло Лигабуэ, финансировавшего экспедицию, во время которой и были обнаружены остатки.

## Описание
Известны лишь фрагменты скелета. К ним относятся частичные спинные позвонки и хвостовые позвонки, части бёдер, малоберцовой кости и пять частей плюсны. Некоторые черты свидетельствуют о его принадлежности к диплодоцидам, зато другие указывают на его родство с титанозавридами.
Агустиния относительно хорошо известна общественности по характерным шипам-остеодермам, обнаруженным рядом со скелетом и сильно напоминавших по форме шипы и пластины не родственных стегозавров. Однако последующие исследования оспорили характер этих пластин. Изучение плохо сохранившегося материала показало, что остеодермы скорее всего являются кусками бедра и сломанными рёбрами. Эта переоценка была подтверждена гистологией, которая показала несоответствие структуры «остеодерм» агустинии и остеодерм титанозавров. Фрагментарные остатки таза были определены как части подвздошной кости.
Помимо гипотетической брони, о животном сохранилось очень мало информации. Малоберцовая кость имеет длину около 895 мм. Исходя из сравнения с другими титанозаврами, к которым предположительно относится динозавр, общую длину животного можно оценить в 15 метров. Однако, из-за очень малого количества и плохой сохранности ископаемых практически невозможно выделить какие-либо аутопоморфии, которые можно бы было использовать для отделения рода от других динозавров. Часть исследователей рассматривают агустинию в качестве nomen dubium, поскольку ископаемых слишком мало и они слишком фрагментарны.

## Систематика
Из-за необычной гипотетической брони род был отнесён в своё отдельное семейство Agustiniidae, однако это семейство не получило широкого признания в научных кругах. Животное имеет черты, близкие как к титанозаврам, так и к диплодоцидам. Немногие отличительные черты голотипа позволяют отнести род к кладе Somphospondyli.